# Angraecum stella-africae
Angraecum stella-africae är en orkidéart som beskrevs av Phillip James Cribb. Angraecum stella-africae ingår i släktet Angraecum och familjen orkidéer. Inga underarter finns listade i Catalogue of Life.